# Chistochina (Alaska)
Pour les articles homonymes, voir Chistochina.
Christochina est une localité d'Alaska aux États-Unis, faisant partie de la Région de recensement de Valdez-Cordova. Elle est située le long de la Copper River, au kilomètre 53 de la route Tok Cut-Off. Sa population était de 93 habitants en 2000.
Elle se situe à égale distance entre la frontière canadienne et la ville d'Anchorage ainsi qu'à égale distance entre les villes de Tok et de Glennallen.
Christochina fut d'abord un camp Athabascan et un comptoir pour les trappeurs. L'accès au village se fit ensuite par le Valdez-Eagle Trail, construit par les mineurs au moment de la ruée vers l'or en 1897. Les prospections se situant le long de la Christochina River et les ruisseaux adjacents. Le village reste encore un lieu traditionnel de la vie des Athabascans.

## Démographie
| 1940 | 1950 | 1960 | 1970 | 1980 | 1990 | 2000 | 2010 |
| ---- | ---- | ---- | ---- | ---- | ---- | ---- | ---- |
| 34   | 31   | 28   | 33   | 55   | 60   | 93   | 93   |